# Grallaria flavotincta
Grallaria flavotincta là một loài chim trong họ Grallariidae.